# 大斯瓦托恩峰
71°35′S 12°33′E / 71.583°S 12.550°E
大斯瓦托恩峰（英語：Store Svarthorn Peak）是南極洲的山峰，位於東部南極洲的毛德皇后地，屬於沃爾塔特山脈中中彼得曼山脈的一部分，由德國探險隊發現。